# Lente Verelst
Lente Verelst (1994) is een Belgische componist van filmmuziek en opera’s.

## Biografie
Lente Verelst startte haar muzikale opleiding aan de Academie voor muziek, woord en dans in Mortsel. Aanvankelijk volgde ze lessen dwarsfluit en later ook compositie bij Stefan Van Puymbroeck. Geprikkeld door deze lessen besloot ze studies compositie aan te vatten aan het Koninklijk Conservatorium van Antwerpen bij Wim Henderickx en Luc van Hove. Voor haar master trok ze naar het Royal College of Music in Londen, waar ze zich specialiseerde in Composition for Screen. Ze volgde onder andere les bij Vasco Hexel. Ze studeerde af in 2018.
Tijdens haar opleiding in Londen kreeg ze de kans om mee te werken aan een operaproject en schreef ze haar eerste opera van 15 minuten, Bear and Friends. Deze opera werd opgevoerd in het Royal College of Music in samenwerking met Tête à Tête, een operagezelschap en -festival in Cornwall. Tijdens dit project merkte ze dat ze liever voor opera en muziektheater schreef dan voor film, omdat in deze genres een componist vanaf het begin betrokken is bij de creatie. Opera is voor haar de ultieme kunstvorm.
In 2018 was Verelst een van de finalisten op de zevende International Film Music Competition tijdens het Film Festival Zurich. In 2019 won ze Best Original Score voor Dance of the Porcelain Demons op het IndieX Film Festival.
Samen met haar partner Hans Vercauteren startte ze het productiehuis Story Tree, dat muziek schrijft voor films, games, muziektheater, opera en dans. Ze ondersteunen ook producties en opnames. Daarnaast geeft ze les aan de Academie voor muziek, woord en dans van Mortsel-Edegem-Kontich. Ze doceert compositie en arrangeren, en enkele vakken voor jonge kinderen.

## Oeuvre
Verelst schreef reeds vier opera’s en muziek voor 3 kortfilms. Daarnaast schreef ze ook een aantal werken samen met Hans Vercauteren. Haar muziek staat altijd sterk in het teken van het dramatische gebeuren. Ook als ze absolute muziek schrijft, vertrekt ze voor zichzelf alsnog van een verhaal. Ze beschouwt haar klassieke en akoestische achtergrond als een belangrijk aspect van haar artistieke visie. Niettemin trekt ze zich weinig aan van traditionele vormen. Verelst vindt onder andere inspiratie bij componisten als Benjamin Britten, Bruno Coulais, Stephen Sondheim en Sofia Gubaidulina.
In 2017 schreef Verelst de muziek voor twee kortfilms, The Ambitious Little Worm en On/Off. In 2019 volgde de muziek voor Dance of the Porcelain Demons, waarvoor ze Best Original Score won.
Bear and Friends schreef ze voor een project tijdens haar studie in Londen. Lena Vercauteren verzorgde het libretto, gebaseerd op een verhaal van Toon Tellegen uit Iedereen was er (2017). Het werk is licht georkestreerd, met sterke ritmes.
Haar volgende korte opera, The Bar (2019), schreef ze in opdracht van het experimentele operagezelschap Hull Urban Opera, opnieuw op een libretto van Lena Vercauteren. Een man wordt wakker in een bar, maar weet niet hoe hij daar terecht is gekomen. Gaandeweg herinnert hij zich dat hij een kind heeft doodgereden, omdat hij dronken was. Deze opera maakte deel uit van het project Bumps in the Night, waarbij het publiek door een locatie werd geleid en verschillende korte voorstellingen te zien kreeg. Het publiek bevindt zich dan ook in het decor, tussen de zangers en muzikanten.
In 2021 schreef Verelst haar derde opera, Crocodile, opnieuw voor Hull Urban Opera en met Lena Vercauteren als librettist. Deze opera was enkel online te zien en werd begeleid met een animatiefilm. Haar eerste avondvullende opera, The End of the World Party, ging in première in april 2024. Deze productie van Hull Urban Opera schreef ze op een libretto van Russell Plows. Net als in The Bar, is er interactie met het publiek. Als gasten op het feestje lopen ze rond tussen de andere gasten - de uitvoerders - en kunnen ze uitgenodigd worden voor de vipruimte. De personages werden vormgegeven aan de hand van een focusgroep vooraf, waarin mensen vertelden hoe zij zouden reageren op het einde van de wereld.
Samen met Hans Vercauteren schreef ze ook het Babelut parcours IGLO (2019-2020, in opdracht van Musica, Impulscentrum voor Muziek), en Guide to the Lakes (2021, coproductie met Evil Penguin TV). IGLO is muziektheater voor kinderen tot vijf jaar, bedoeld om hen te prikkelen. Muzikanten en kinderen reageren op elkaar. Guide to the Lakes is een gedramatiseerde reisgids, geïnspireerd door tekst van William Wordsworth. In de oorspronkelijke video wordt de kijker rondgeleid door de Hendrik Consciencebibliotheek. De muziek werd ook uitgevoerd op het Tête-à-Tête-operafestival in juli 2021.